# Blow Your Mind (Mwah)
«Blow Your Mind (Mwah)» es una canción de la cantante albanobritánica Dua Lipa de su álbum debut homónimo, Dua Lipa (2017). Fue lanzada el 26 de agosto de 2016 como cuarto sencillo del álbum. La canción debutó en el número 50 y alcanzó el número 30 en la lista de sencillos del Reino Unido; en los Estados Unidos, alcanzó el número 72 en el Billboard Hot 100, convirtiéndose en la primera canción de Lipa en cartografiar en el país. También encabezó la lista de canciones de Billboard Dance Club, convirtiéndose en el primer sencillo número uno de Lipa en esa lista.
El tema fue utilizado, en 2018, por la firma de cosméticos Revlon como parte de su campaña ”Live Boldly», con la participación de sus embajadoras de marca Ashley Graham, Adwoa Aboah, entre otras.

## Posicionamiento en listas
| Lista (2016–17)                         | Mejor posición |
| --------------------------------------- | -------------- |
| Australia (ARIA)                        | 59             |
| Bélgica (Flandes) (Ultratop 50)         | 44             |
| Bélgica (Valonia) (Ultratop 50)         | 37             |
| Colombia (National-Report)              | 88             |
| Finlandia (Radiosoittolista)            | 31             |
| Hungría (Rádiós Top 40)                 | 8              |
| Irlanda (IRMA)                          | 40             |
| Nueva Zelanda Heatseeker Singles (RMNZ) | 6              |
| Portugal (AFP)                          | 99             |
| Escocia (Scottish Singles Sales Chart)  | 15             |
| Eslovaquia (Singles Digitál Top 40)     | 85             |
| Ucrania (FDR Dance Top 20)              | 2              |
| Reino Unido (Official Charts Conpany)   | 30             |
| Estados Unidos (Billboard Hot 100)      | 72             |
| Estados Unidos (Hot Dance Club Songs)   | 1              |
| Estados Unidos (Mainstream Top 40)      | 23             |
| Venezuela English (Record Report)       | 29             |

## Certificaciones
| País           | Organismo certificador | Certificación | Ventas certificadas | Ref    |
| -------------- | ---------------------- | ------------- | ------------------- | ------ |
| Canadá         | Music Canada           | Platino       | 80 000              | [ 19 ] |
| Estados Unidos | RIAA                   | Oro           | 500 000             | [ 20 ] |
| Italia         | FIMI                   | Oro           | 25 000              | [ 21 ] |
| Reino Unido    | BPI                    | Platino       | 600 000             | [ 22 ] |

## Historial de lanzamiento
| País           | Fecha                    | Formato                | Versión    | Discográfica                    | Ref    |
| -------------- | ------------------------ | ---------------------- | ---------- | ------------------------------- | ------ |
| Estados Unidos | 26 de agosto de 2016     | Descarga digital       | Original   | Dua Lipa Limited y Warner Bros. | [ 23 ] |
| Varios         | 26 de agosto de 2016     | Descarga digital       | Acoustic   | Dua Lipa Limited y Warner Bros. | [ 24 ] |
| Italia         | 2 de septiembre de 2016  | Contemporary hit radio | Original   | Warner Bros.                    | [ 25 ] |
| Reino Unido    | 9 de septiembre de 2016  | Contemporary hit radio | Original   | Warner Bros.                    | [ 26 ] |
| Estados Unidos | 20 de septiembre de 2016 | Contemporary hit radio | Original   | Warner Bros.                    | [ 27 ] |
| Varios         | 21 de octubre de 2016    | Descarga digital       | Remixes EP | Dua Lipa Limited y Warner Bros. | [ 28 ] |